# Хасан ат-Тураби
Ха́сан Абдулла́х ат-Тура́би (араб. حسن عبد الله الترابي‎
, 1 февраля 1932, Кассала, Англо-Египетский Судан —
5 марта 2016, Хартум, Судан) — исламский мыслитель и политический деятель Судана.

## Биография

### Образование и начало карьеры
Родился в семье шариатского судьи (кади), его отец считался знатоком мусульманского богословия и права (фикх). Отец поощрял сына к получению двойного образования: Хасан параллельно учился светским наукам в школе и посещал занятия в местной мечети.
В 1955 году окончил юридический факультет Хартумского университета, где также изучал шариат. В 1957 году окончил магистратуру в Лондонском университете. С 1957 года преподавал на юридическом факультете Хартумского университета. В 1964 году в Парижском университете защитил диссертацию доктора конституционного права. Затем вернулся в Судан, где продолжил педагогическую деятельность в Хартумском университете. 
В конце 1960-х годов возглавил исламское движение в Судане. Играл значительную роль в движении «Братьев-мусульман» (Ikhwan). Он был ведущим игроком в создании политического ответвления «Братьев-мусульман» (Ikhwan) и его политического крыла — Фронта исламской хартии, став в 1964 году его генеральным секретарем, оставаясь на этом посту и после преобразования в Исламский национальной фронт до 1999 года. Находился в оппозиции к режиму генерала Аббуда. Под воздействием массовых демонстраций «Братьев-мусульман» в стране в 1965 году была запрещена коммунистическая партия. Премьер-министр Садык аль-Махди  поддержал идею ат-Тураби о принятии исламской конституции, однако из-за военного переворота во главе с полковником Нимейри (1969) эта идея не была реализована.

### Правление Джафара Нимейри
Новый режим инициировал социалистический курс и ат-Тураби со своими последователями из партии «Махди» были вынуждены перейти на нелегальное положение.
Переговоры между Нимейри и оппозицией привели к национальному примирению в июле 1977 года. В сентябре 1977 года политик был избран в Политбюро правящей партии Суданский социалистический союз, менее либеральные представители оппозиции осудили это сближение с Нумейри, которого обвиняли в коррупции. В 1979 году ат-Тураби был назначен на должность генерального прокурора Судана. В этот период началось переориентация Нумейри к исламской идеологии. «Братья-мусульмане» стали неуклонно увеличивать свое влияние на правительство, и в 1983 году в качестве правовой основы государства была введена строгая интерпретация закона шариата («сентябрьские законы»). 
В частности, от новых законов выиграли банки. С 1977 года почти 40 процентов банковской системы контролировал Faisal Islamic Bank, который поддерживал «Братьев-мусульман». Это привело в росту влияния Тураби, в результате Нумейри, увидев в этом угрозу своей власти, в феврале 1985 года отдал приказ об аресте политика. Однако уже в апреле того же года он был смещен с поста президента и Тураби вышел на свободу.
В 1985 году он в качестве новой партии основал Национальный исламский фронт, который стал третьей по численности партией в парламенте по итогам выборов в апреле 1986 года, получив 20 процентами мест. «Суданская хартия», представленная Тураби в январе 1987 года от имени Фронта, стало проектом исламской конституции Судана. Однако документ встретил неодобрение и критику, как мусульман, так и христиан. 

### Правление Омара аль-Башира
Приход к власти генерала Омара аль-Башира в июне 1989 года было поддержано Национальным исламским фронтом. Тураби стал из главных соратников нового президента.  В 1989 году занимал должность министра иностранных дел Судана.
В 1991 году он основал Исламскую народную арабскую конференцию, организацию дублирующую Организацию Исламская конференция. Она объединила исламистские организации региона, в том числе аль-Итихад аль-Ислами из Сомали, египетских «братьев-мусульман» и эритрейскую оппозиционную группу. В Судане был создан тренировочный лагерь для исламских активистов, который принял в 1990-е годы членов «Аль-Каиды». По его приглашению Усама бен Ладен приехал в Судан и жил здесь с 1990 по 1996 год, который, по некоторым сведения женился на  племяннице Тураби. 
В марте 1996 года Тураби был избран спикером парламента, в представители Национального исламского фронта заняли большинство министерских и других ключевых должностей. С это момента в стране обострилась борьба за власть. В 1998 году стал очевидным после раскола в рядах Национального исламского фронто и появлением партии "Национальная конференция" под руководством аль-Башира и партии "Народная конференция", где лидером стал Тураби.
В 1999 году Тураби внес в Национальное законодательное собрание законопроект, призванный ограничить власть президента. В ответ аль-Башир распустил парламент, ввел чрезвычайное положение и исключил сторонников Тураби из состава правительства. Потеряв власть, политик сохранил большое общественное влияние. Например, он поддерживал связи с африканскими мусульманскими группами в Дарфуре, которые основали повстанческую организацию «Движение за справедливость и равенство».
Несколько раз политик подвергался краткосрочным арестам, а в феврале 2001 годы был обвинен в государственной измене и сговоре с Вооружёнными силами Южного Судана. С марта 2004 года находился  под домашним арестом после того, как его обвинили в планах свержения правительства. 
В январе 2009 года он был снова арестован и доставлен в тюрьму Кобер в Хартуме через два дня после его заявления о том, что аль-Баши должен представить перед международным судом в Гааге. В конце января его перевели в тюрьму в Порт-Судан, из которой он был освобожден 9 марта. После критики первых за течение 24 года всеобщих выборов в Судане в апреле 2010 года, он был вновь арестован. Очередно краткосрочный арест произошел в январе 2011 года. Его поводом стали заявления политика о том, что в стране неизбежны волнения по тунисскому сценарию.

### Религиозные взгляды
Шейх ат-Тураби был известен в исламском мире своими нестандартными фетвами и глубокими идеями. В комментариях к аль-Бухари, чьи работы считаются самыми надежными источниками высказываний пророка в соответствии с суннитской традицией, он подчеркнул неопределенность и возможные ошибки в передаче этих текстов к настоящему времени, чем вызвал критику со стороны консерваторов. Считал, что в случае с исламом проблема заключается в различии между посланием Корана и отклонением определенной культурной традиции, которая сложилась из нее.
В своих работах он был теперь ориентирован на реформы, подчеркивая идеалы демократии и роли женщин. В брошюре 1973 года он подчеркнул активную роль женщин в общественной жизни во времена Пророка и, в частности, хотел разрешить женщинам служить в армии.
Подчеркивал значимость исламского принципа Шуры. Считал, что меньшинства, особенно христиане на юге, должны были признать это исламское законодательство по своей собственной инициативе. Чтобы разрешить дилемму добровольного подчинения, он начал защищать демократию. При этом его взгляды могли быть взаимоисключающими, с одной стороны, он стремился к ограничению прав немусульман и в то же время он хотел привлечь женщин к принятию политических решений.
Являлся противником смертной казни за отступничества и осудил фетву против Салмана Рушди. Политические заявления Тураби были контекстуальными, а в некоторых случаях спорными в исламских странах. Долгое время он считался «Папой исламистов», однако после интервью в апреле 2006 года был обвинен в ереси. Он заявил, что женщина может остаться в немусульманском браке даже после её обращения в ислам, а также, что может себе представить женщину, проповедующую в мечети.
Автор монографии «Обновление исламской мысли» (1993).